# John James Audubon

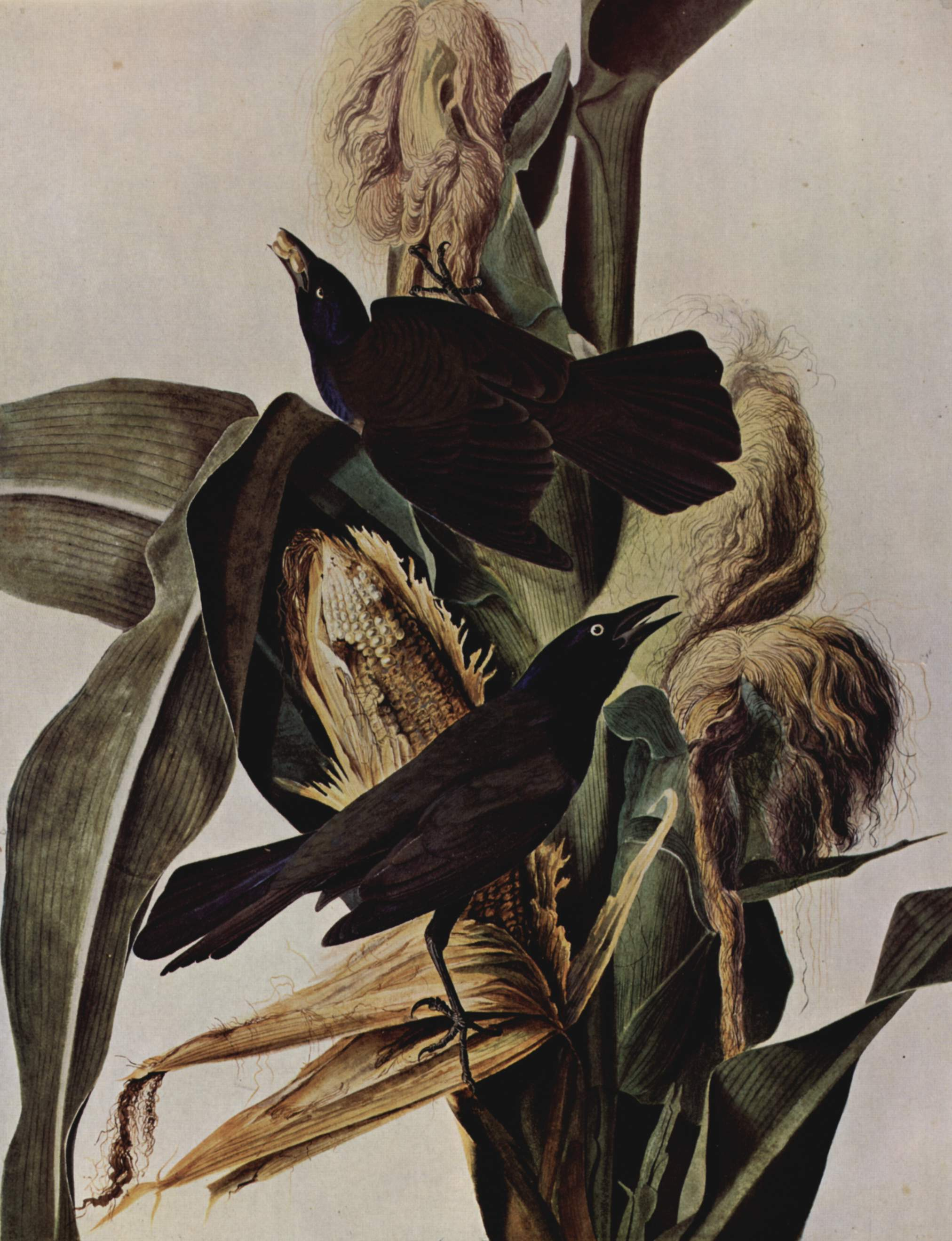

John James Audubon (Aux Cayes, Haïti, 26 april 1785 – New York, 27 januari 1851) was een Frans-Amerikaanse schrijver, woudloper, natuuronderzoeker, ornitholoog, schilder en illustrator.

## Levensloop
Audubon werd geboren op Haïti — tot 1804 een Franse kolonie — en groeide op in Frankrijk onder de naam Jean-Jacques Audubon. Om de dienstplicht van Napoleon te ontduiken week hij in 1803 uit naar de Verenigde Staten en verengelste er zijn naam tot John James. Hij had aanvankelijk twaalf ambachten en dertien ongelukken en raakte in 1819 in de gevangenis vanwege zijn schulden. Het enige waar hij in uitblonk, was tekenen en schilderen. Nog in Frankrijk was hij vaak in het bos te vinden om er schetsen te maken. In de V.S. besloot hij dat vogels het mooiste waren wat de natuur te bieden had en ontwikkelde er een obsessie voor. Op 12 oktober 1820 begon hij in Cincinnati aan een bootreis op de rivier de Ohio met het – zeker in die tijd – ambitieuze doel om van alle vogels van Noord-Amerika een geschilderde afbeelding te maken. Hoewel velen in dit voornemen de bezegeling van zijn ondergang zagen, vertrok hij in 1826 naar Engeland om er zijn boek The Birds of America uit te geven met 435 afbeeldingen van grotendeels nog onbekende vogelsoorten. Het boek werd letterlijk wereldberoemd. De V.S. waren in deze dagen nog een vrij onbelangrijk, ongetemd en onbekende verzameling landen. In het Verenigd Koninkrijk, de belangrijkste mogendheid van die dagen, maakte het boek grote indruk. Toch wist hij nauwelijks tweehonderd exemplaren van het boek te verkopen, terwijl hij er driehonderd nodig had om uit de kosten te komen. Zijn zoon Victor verkocht op het vasteland van Europa slechts twee exemplaren: aan een Italiaans edelman en aan Martinus van Marum, de directeur van Teylers Museum te Haarlem.
De afbeeldingen van Audubon waren groot, duidelijk, levendig, nauwkeurig en gezet in de natuurlijke omgeving van de desbetreffende vogels. Audubon reisde daarvoor de hele Mississippi af, via New Orleans en het Zuiden naar de Dry Tortugas – het zuidpuntje van Florida – langs de Atlantische kust naar het noorden tot hij de rotskust van Labrador bereikte. Daarna reisde hij naar de prairie van de Dakota's, toen nog Indiaans gebied. Het reizen in deze streken was in deze dagen geen peulenschilletje. Audubon was een woudloper en scherpschutter, gekleed in hertenleer met berenvet in zijn haar. Zijn vaak sterke reisverhalen vonden in Engeland veel aftrek en verschenen als vervolgverhalen in de krant. Zijn methode om aan goede modellen te komen doet vandaag vaak enige wenkbrauwen rijzen: hij schoot soms honderden exemplaren van een bepaalde soort om ze te bestuderen en de best bewaarde met ijzerdraad in een zo natuurlijk mogelijke houding op te zetten. Vervolgens werden ze dan als model gebruikt voor zijn tekeningen, pastels en aquarellen.
Hoewel hij genoot van de jacht, was hij bepaald niet te spreken over onverantwoordelijke overbejaging met algehele uitroeiing van soorten tot gevolg. Een aantal vogels die hij vereeuwigd heeft, is inmiddels inderdaad uitgestorven zoals de reuzenalk, de ivoorsnavelspecht, de carolinaparkiet en de trekduif. Hij besefte bij zijn reizen over de prairie terdege dat dit ook weleens het lot van de bizon kon worden en kwam daar tegenop. Zijn boek deed ook veel om het besef van natuurwaarden te doen ontwaken. Zo kan hij zeker gezien worden als een grondlegger van de natuurbescherming.

## Nalatenschap
De National Audubon Society – na zijn dood opgericht in 1905 – kan met meer dan een half miljoen leden beschouwd worden als een van de belangrijkste natuurbeschermingsorganisaties in de Verenigde Staten.
Van november 2007 tot en met januari 2008 organiseerde Teylers Museum een tentoonstelling over John James Audubon en zijn boek The Birds of America, waarvan het museum een van de 191 exemplaren bewaart. In 2010 werd een exemplaar van The Birds of America voor 11,5 miljoen dollar geveild. Het was daarmee het duurste boek ter wereld tot dan toe.

## Werken
- (en) Audubon and his Journals, Vol 1 (auteur: John James Audubon) op Project Gutenberg
- (en) Audubon and his Journals, Vol 2 (auteur: John James Audubon) op Project Gutenberg
- (en) Ornithological biography, Vol 1: An account of the habits of the birds of the United States of America (auteur: John James Audubon) op Project Gutenberg
- (en) Ornithological biography, Vol 2: An account of the habits of the birds of the United States of America (auteur: John James Audubon) op Project Gutenberg
- (en) Ornithological biography, Vol 3: An account of the habits of the birds of the United States of America (auteur: John James Audubon) op Project Gutenberg
- (en) Ornithological biography, Vol 4: An account of the habits of the birds of the United States of America (auteur: John James Audubon) op Project Gutenberg

## Galerij

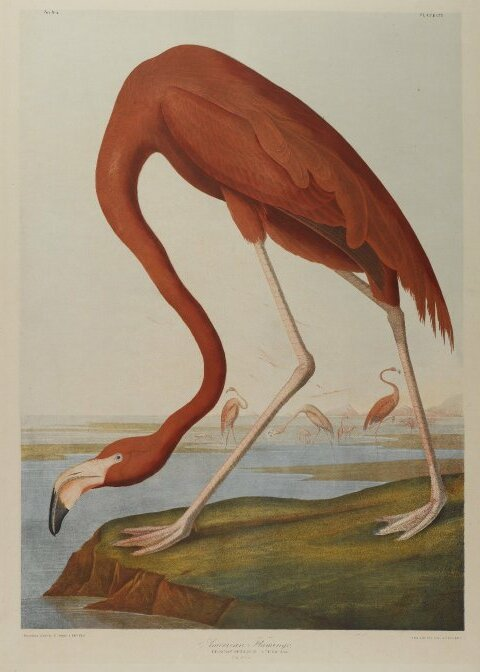
Phoenicopterus ruber, the Greater Flamingo
Guadalupe Caracara
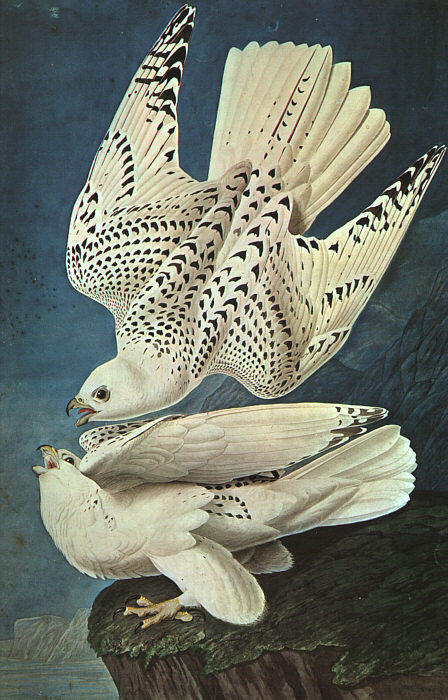
White Gerfalcons
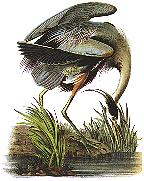
Blue Heron